# Naissance en 1094
Naissance
- 1090
- 1091
- 1092
- 1093
- 1094
- 1095
- 1096
- 1097
- 1098

Cette page dresse une liste de personnalités nées au cours de l'année 1094 :
- Richard d'Avranches (en), deuxième comte de Chester.

date incertaine (vers 1094)
- Malachie d'Armagh, ou Malachie O'Mongoir ou Máel Máedóc Ua Morgair, religieux et auteur de la prophétie des papes.

## Crédit d'auteurs
- Cet article est partiellement ou en totalité issu de l'article intitulé « 1094 » (voir la liste des auteurs).